# Franczak (nazwisko)
Franczak (forma żeńska: Franczak, liczba mnoga: Franczakowie) – polskie nazwisko.

## Etymologia nazwiska
Pochodzi od imienia Franciszek, znanego w Polsce od XIII wieku, które wywodzi się od Jana Bemardone, Francesco, znanego później jako św. Franciszek z Asyżu.  Nazwisko notowane od 1696 roku.

## Demografia
Na początku lat 90. XX wieku w Polsce mieszkało 5131 osób o tym nazwisku, najwięcej w dawnym województwie: krakowskim  – 466, lubelskim – 342 i katowickim – 323. Jedna osoba o nazwisku Franczak vel Zwarzyński mieszkała w dawnym województwie chełmskim. W 2002 roku według bazy PESEL mieszkało w Polsce około 4989 osób o nazwisku Franczak, najwięcej w powiecie limanowskim i Krakowie.

## Encyklopedyczni przedstawiciele i inne wykorzystania
Zobacz stronę ujednoznaczniającą: Franczak.
- Stanisław Fronczak – działacz komunistyczny, przewodniczący Prezydium MRN w Pabianicach